# Slowakei-Rundfahrt 1970
Die XIV. Slowakei-Rundfahrt 1970 führte über sieben Etappen. Gesamtsieger wurde der Tschechoslowake Vlastimil Moravec.

## Teilnehmer
Es nahmen 88 Fahrer aus acht Ländern an der Rundfahrt teil. So waren neben der gesamten Elite der ČSSR Fahrer aus Polen, Rumänien, Frankreich, Italien, Österreich, Dänemark und der Schweiz am Start.

## Etappen
Die Rundfahrt führte über insgesamt sieben Etappen.

### 1. Etappe
Die erste Etappe führte über 233 km. Petr Matoušek gewann in 5:47:03 h vor Vlastimil Moravec und Jiří Háva (alle ČSSR). Auf Platz zehn kam mit dem Schweizer Robert Thalmann der erste Ausländer ins Ziel.
|    | Fahrer            | Zeit      |
| -- | ----------------- | --------- |
| 1. | Petr Matoušek     | 5:47:03 h |
| 2. | Vlastimil Moravec |           |
| 3. | Jiří Háva         |           |
| 4. | Milan Skorepa     |           |
| 5. | Rudolf Labus      |           |

### 2. Etappe
Die zweite Etappe führte über 178 km. Petr Matoušek, der Sieger des Vortages, gab das Rennen auf. Die Etappe sicherte sich Vlastimil Moravec vor seinen Landsleuten Hladek und Souček. Moravec übernahm damit das Gelbe Trikot des Gesamtführenden.
|    | Fahrer            | Zeit      |
| -- | ----------------- | --------- |
| 1. | Vlastimil Moravec | 4:38:34 h |
| 2. | Petr Hladík       |           |
| 3. | Břetislav Souček  |           |
| 4. | Jaroslav Poslušný |           |
| 5. | Vladimír Vávra    |           |

### 3. Etappe
Die dritte Etappe führte über 150 km. Auch auf dieser Etappe dominierten die einheimischen Fahrer. So siegte Haitman in 3:38:58 h vor seinen Landsleuten Zeman und Kocis. Der Däne Soerensen belegte als bester Ausländer Platz neun.
|    | Fahrer           | Zeit      |
| -- | ---------------- | --------- |
| 1. | Haitman          | 3:38:58 h |
| 2. | Zeman            |           |
| 3. | Kocis            |           |
| 4. | Mrenka           |           |
| 5. | Břetislav Souček |           |

### 4. Etappe
Die vierte Etappe führte über 151 km. Acht Ausreißer, alle aus der ČSSR und unter ihnen der Gesamtführende Moravec, erreichten mit drei Minuten Vorsprung das Ziel. Es siegte Soucek in 3:45:17 h vor Miloš Hrazdíra und Jindřich Marek.
|    | Fahrer             | Zeit      |
| -- | ------------------ | --------- |
| 1. | Břetislav Souček   | 56:03 min |
| 2. | Miloš Hrazdíra     |           |
| 3. | Jindřich Marek     |           |
| 4. | Rudolf Labus       |           |
| 5. | Antonín Bartoníček |           |

### 5. Etappe
Die fünfte Etappe war ein Einzelzeitfahren über 48 km. Es siegte der Tschechoslowake Mainus in 1:03:40 h. Vlastimil Moravec folgte, einschließlich der Zeitbonifikationen für den Sieger, mit einem Rückstand von 1:36 min. Damit verteidigte er sicher seine Gesamtführung. Platz drei belegte Antonín Bartoníček mit 2:40 min Rückstand. Bester Ausländer wurde der Italiener Oscar Zamangni auf Platz acht mit 3:08 min Rückstand.
|    | Fahrer             | Zeit       |
| -- | ------------------ | ---------- |
| 1. | Jiří Mainus        | 1:03:40 h  |
| 2. | Vlastimil Moravec  | + 1:36 min |
| 3. | Antonín Bartoníček | + 2:40 min |
| 4. | Zelenka            | + 2:43 min |
| 5. | Břetislav Souček   | + 2:44 min |

### 6. Etappe
Die sechste Etappe führte über 154 km in den Endzielort der Rundfahrt nach Žilina. In 3:46:56 h siegte der Tschechoslowake Svorada. Aus einer Verfolgergruppe heraus sicherten sich Zeman und Mrenka die Plätze zwei und drei. Der Italiener Zamagni, ebenfalls in der Verfolgergruppe vertreten, belegte als bester Ausländer den sechsten Platz.
|    | Fahrer      | Zeit      |
| -- | ----------- | --------- |
| 1. | Svorada     | 3:46:56 h |
| 2. | Zeman       |           |
| 3. | Mrenka      |           |
| 4. | Tkacyszyn   |           |
| 5. | Martinkovic |           |

### 7. Etappe
Die siebente Etappe wurde als Kriterium über 105 km in Žilina gefahren. Es siegte in 2:25:45 h der Tschechoslowake Jindřich Marek. Der Rumäne Mihail Hrisoveni belegte den zweiten Platz.
|    | Fahrer           | Zeit      |
| -- | ---------------- | --------- |
| 1. | Jindřich Marek   | 2:25:45 h |
| 2. | Mihail Hrisoveni |           |
| 3. | Pavel Konecny    |           |
| 4. | Józef Gawliczek  |           |

## Gesamtwertungen

### Einzel (Gelbes Trikot)
56 der 88 gestarteten Fahrer erreichten das Ziel der letzten Etappe. Während der Rundfahrt gab es zwei Träger des Gelben Trikots – Petr Matoušek eine Etappe und Vlastimil Moravec fünf Etappen. Nachdem Moravec das Trikot nach der zweiten Etappe übernommen hatte, verteidigte er es bis zum Rundfahrtziel in Žilina. Moraves sicherte sich den Gesamtsieg mit 2:29 Minuten Vorsprung vor seinem Landsmann Vlcek. Rudolf Labus belegte mit drei Minuten Rückstand Platz drei. Bester Ausländer wurde der Pole Kazimierz Jasiński auf Platz neun.
| Platz | Name               | Mannschaft | Zeit       |
| ----- | ------------------ | ---------- | ---------- |
| 1.    | Vlastimil Moravec  | Dukla Brno | 24:25:51 h |
| 2.    | Michal Vlček       |            | + 2:29 min |
| 3.    | Rudolf Labus       | Dukla Brno | + 3:00 min |
| 4.    | Zelenka            |            | + 3:30 min |
| 5.    | Jiří Háva          | RH Plzeň   | + 3:56 min |
| 6.    | Petr Hladík        | RH Plzeň   | + 4:01 min |
| 7.    | Antonín Bartoníček | RH Plzeň   | + 4:29 min |
| 8.    | Skorepa            | RH Plzeň   | + 5:56 min |
| 9.    | Kazimierz Jasiński | Polen      | + 6:28 min |

### Mannschaft
Der Mannschaftssieg ging an Dukla Brno. Auf den Plätzen folgten Bohemia B, RH Plzeň, Slovensko B, Moravia A. Polen, das beste ausländische Team, folgte auf Platz sechs.